# معاون وزیر خزانه‌داری در امور تروریسم و اطلاعات مالی
معاون وزیر خزانه داری در امور تروریسم و اطلاعات مالی (انگلیسی: Under Secretary of the Treasury for Terrorism and Financial Intelligence) منصبی در وزارت خزانه داری ایالات متحده آمریکا است که مسئولیت قطع پشتیبانی مالی تروریست‌ها، مبارزه با جرائم، اعمال تحریم‌های اقتصادی علیه دولت‌های یاغی و مبارزه با پشتیبانی مالی برای منع تکثیر تسلیحات کشتار جمعی را برعهده دارد. معاون وزیر توسط رئیس‌جمهور انتخاب و توسط سنا تأیید می‌شود.
در حال حاضر معاون وزیر سیگال مندلکر است که توسط دونالد ترامپ منصوب شد و در تاریخ ۲۱ ژوئن ۲۰۱۷
توسط سنا در این سمت تأیید گردید.

## بررسی اجمالی
معاون وزیر که ریاست اداره تروریسم و اطلاعات مالی را بر عهده دارد یکی از شانزده آژانس جامعه اطلاعاتی ایالات متحده آمریکاست. هر دو آن‌ها زمانی ایجاد شدند که دولت پرزیدنت جرج دابلیو بوش در تاریخ ۸ می ۲۰۰۴، تشکیل دفتر مالی تروریسم و جرائم مالی(TFFC)، شبکه اقدام جرائم مالی(Fin CEN)، و دفتر کنترل دارایی‌های خارجی(OFAC) را اعلام کرد. دولت بوش بودجه ای را از وزارت خزانه داری برای آن‌ها اختصاص داد و آن‌ها را تحت نظارت دفتر جدید درآورد.
همچنین، معاون وزیر در امور تروریسم و اطلاعات مالی بر اداره اطلاعات و تجزیه و تحلیل (وزارت خزانه داری) نظارت عالیه دارد. اداره ذخایر استراتژیک، خارج از حیطه قانونی این اداره قرار می‌گیرد و نمی‌تواند در مورد این اداره تحقیق کند.

## تاریخچه
سلف پیشین معاون وزیر در امور اعمال قانون، جنبه‌های اجرایی قانون را قبل از سازماندهی، در وزارتخانه مدیریت نمود. معاون وزیر در امور اعمال قانون، نظارت و سیاست هدایت اداره مشروبات الکلی، دخانیات و سلاح گرم، اداره گمرکات ایالات متحده، مرکز آموزش اعمال قانون فدرال؛ شبکه اقدام جرائم مالی، سرویس مخفی ایالات متحده، دفتر اجرایی برای ضبط دارایی‌ها، و دفتر کنترل سرمایه‌های خارجی را ایجاد کرد. همچنین، معاون وزیر سیاست هدایت خدمات درآمد داخلی مربوط به تحقیقات جنایی را ایجاد نمود.
در حال حاضر تعدادی از این سازمان‌ها یا وجود ندارند یا به سایر ادارات فدرال منتقل شده‌اند. ادارات مشروبات الکلی، دخانیات، و سلاح‌های گرم به دو اداره مجزا تقسیم شده‌اند. این تقسیم از دو جنبه صورت گرفته‌است؛ یکی جنبه‌های اعمال قانون و دیگری جنبه‌های جمع‌آوری مالیات. اداره اول به وزارت دادگستری ایالات متحده منتقل گردید در حالیکه اداره دوم در همان وزارت خزانه داری باقی ماند. در حال حاضر، سرویس مخفی ایالات متحده و مرکز آموزش اعمال قانون فدرال در وزارت امنیت میهن ایالات متحده آمریکا قرار دارند. اداره گمرک و حفاظت مرزی ایالات متحده آمریکا از زمانیکه به عنوان بخشی از حفاظت مرزها و گمرکات درآمد به وزارت امنیت داخلی منتقل گردید. به‌هرحال، بر اساس قانون ۲۰۰۲ امنیت داخلی، درآمدهای اداره گمرکات در اختیار وزارت خزانه داری قرار می‌گیرد. این شامل حقوق گمرکی، موافقت معاهدات تجاری و کشف و ضبط جعل برچسب‌های تجاری است.

## معاونان وزرای سابق
معاونان وزراء سابق شامل جیمی گورول، جیمز جانسون، ریموند کلی، رونالد نوبل و دیوید کوهن. می‌باشند. آدام زوبین در دولت اوباما به عنوان معاون وزیر منصوب شد ولی هیچگاه توسط سنا مورد تأیید قرار نگرفت.